# Monotaxinoides
Monotaxinoides é um género de foraminífero bentónico da família Lasiodiscidae, da superfamilia Archaediscoidea, da subordem Fusulinina e da ordem Fusulinida. y del orden Fusulinida. Sua espécie tipo é Monotaxinoides transitorius. Sua faixa cronoestratigráfico abarca o Carbonífero.

## Discussão
Algumas classificações mais recentes incluem Monotaxinoides na superfamilia Lasiodiscoidea, do subordem Archaediscina, da ordem Archaediscida, da subclase Afusulinana e da classe Fusulinata.

## Classificação
Monotaxinoides inclui as seguintes espécies:* Monotaxinoides convexus †
- Monotaxinoides guangxiensis †
- Monotaxinoides priscus †
- Monotaxinoides subconica †
- Monotaxinoides subplana †
- Monotaxinoides transitorius †